# アルヴィン・カラン
アルヴィン・カラン（Alvin Curran、1938年12月13日 - ）は、アメリカの作曲家、パフォーマー、即興演奏家、サウンド・アーティスト、作家。ロードアイランド州プロビデンスで生まれ、イタリアのローマで暮らしながら仕事をしている。フレデリック・ジェフスキーとリチャード・タイテルバウムとともにムジカ・エレットロニカ・ヴィヴァの共同創設者であり、かつてはエリオット・カーターの生徒であった。カランの音楽は、多くの場合、電子機器や環境で見つかった音を利用している。2006年までカリフォルニアのミルズ大学で音楽教授を務め、現在はローマで個人的に、そしてさまざまな機関で散発的に教えている。
彼の作品には、『Endangered Species』『TransDadaExpress』『Shofar』などのソロ・パフォーマンス・ピース、『Crystal Psalms』『Un Altro Ferragosto』『I Dreamt John Cage Yodeling at the Zurich Hauptbahnhof』『Living Room Music』のようなラジオ作品、300人のアマチュア・ブラスバンド・ミュージシャンのための『Oh Brass on the Grass Alas』や、水上および水辺でのパフォーマンスである『Maritime Rites』シリーズといった大規模な音楽の振付作品、『Magic Carpet』『Floor Plan』『The Twentieth Century』『Gardening with John』などのサウンド・インスタレーション作品、ピアノのための『For Cornelius』、トリオのSchtyx、弦楽四重奏のVSTO、サクソフォーン・カルテットのElectric Rags II、パーカッション・カルテットのTHEME PARK、コーラスのSATBの一連の作品、室内オーケストラのための作品やサーカス・マキシマスのビデオなどに付随する室内楽、オーケストラ、青少年オーケストラ、自動演奏ピアノ、携帯電話アプリのための『The Book of Beginnings』、そして多くのコレボレーションによるダンスや演劇作品などが含まれている。
1996年以来、カランは『Inner Cities』に取り組んできた。これは、かつて作成されてきた「最長非反復ピアノ作品」の1つを形成するソロ・ピアノ作品の成長シリーズとなっている。ダニエラ・トートラは、カランの業績に関する『Alvin Curran Live in Roma』（2010年、Die Schachtel）という本を編集した。また、2015年に彼は『The Alvin Curran Fakebook』という本も出版しており、これは、写真、文章、スケッチに加えて、生の音響素材から概念的な音楽や完成した作曲に至るまでの200以上のスコアと断片を含む非定型の自伝となっている。彼の記事は『New York Times』『Leonardo』『The Contemporary Music Review』『Musiktexte』などに掲載されている。

## ディスコグラフィ

### リーダー・アルバム

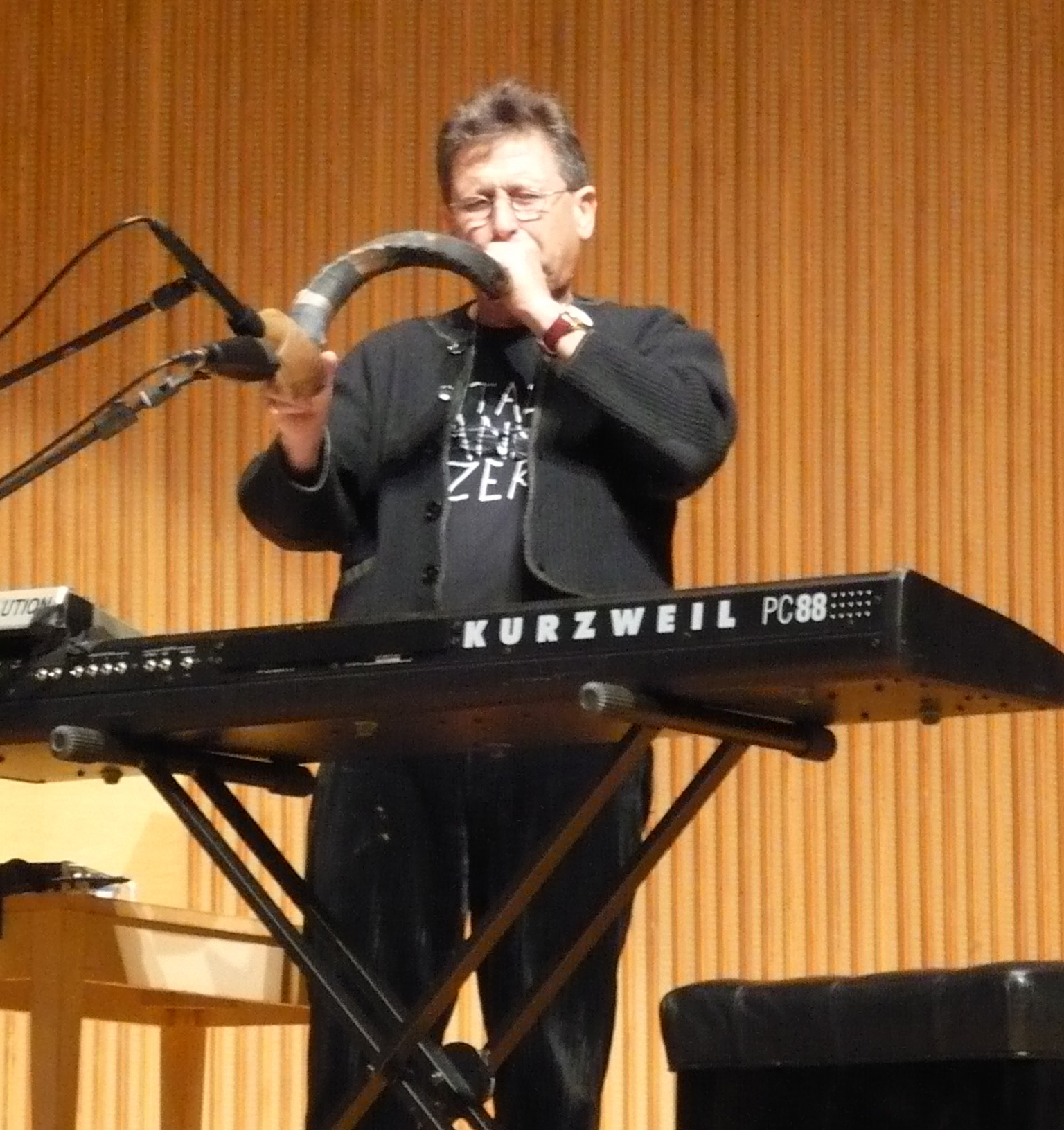
アルヴィン・カラン

- Songs and Views of the Magnetic Garden (1974年、Ananda)
- Fiori Chiari Fiori Oscuri (1975年、Ananda)
- Real Time (1978年、Ictus) ※with エヴァン・パーカー、アンドレア・ツェンタッツオ
- The Works (1980年、Fore)
- Canti Illuminati (1982年、Fore)
- Natural History (1982年、Editions Gianozzo)
- Field It and Lenz (1985年、Radio Art Foundation)
- For Cornelius and Era Ora (1986年、New Albion) ※with Ursula Oppens、Frederic Rzewski
- Electric Rags II (1989年、New Albion) ※with ロヴァ・サキソフォン・カルテット
- Il Clarinetto (1992年、BMG Ariola) ※with David Keberle
- Schtyx (1994年、CRI) ※with Abel Steinberg Winant Trio
- 『アニマル・ビヘイヴィアー』 - Animal Behaviour (1995年、Tzadik)
- Yvar Mikhashoff plays Alvin Curran: Piano Works (1995年、Mode)
- Theme Park (1998年、Tzadik)
- Real Time Two (1998年、New Tone) ※1977年録音。with エヴァン・パーカー、アンドレア・ツェンタッツオ
- Crystal Psalms (1999年、New World)
- The Things In Between (1999年、) Eve Egoyan, piano, Artifact
- Apollo and Marsyas, Het Apollohuis 1980–1997: An anthology of new music concerts (2002年、Apollo) ※オムニバス。「Songs On One, Two, Three Or More Notes」で参加
- Inner Cities (2003年、Arabesque) ※ブルース・ブルベイカー演奏（ピアノ）
- Maritime Rites (2004年、New World) ※1984年録音。ラジオのための10の環境コンサート・シリーズ
- Lost Marbles (2004年、Tzadik)
- Our Ur (2004年、Rossbin) ※with Domenico Sciajno
- Toto Angelica (2005年、I Dischi di Angelica)
- Inner Cities (2005年、Long Distance) ※Daan Vandewalle演奏（ピアノ）
- The Art of the Fluke (2007年、Tear) ※with シェンク・エルギュン
- Hope Street Tunnel Blues (2007年、Arabesque) ※ブルース・ブルベイカー演奏（ピアノ）
- The Stroke That Kills (2008年、New World) ※Seth Josel演奏（ギター）
- Endangered Species (2010年、ATOPOS)
- Under the Fig Tree/The Magic Carpet (2010年、Die Schachtel)
- Alvin Curran:  Solo Works – the '70s (2010年、New World)
- Live At The Metz' Arsenal (2012年、Leo) ※MMM Quartet名義。with ジョエル・レアンドル、フレッド・フリス、ウルス・ライムグルーバー
- Shofar Rags (2013年、Tzadik)
- Inner Cities 8 (2014年、Other Minds) ※with イヴ・イゴヤン
- On Hearing the Brooklyn Bridge Sing in Yiddish (2016年、SWR Digital)
- Natural History (2017年、Black Truffle)
- The Irrawaddy Blues (2017年、Documenta 14)
- From The Alvin Curran Fakebook: The Biella Sessions (2017年、Dodicilune)

### ムジカ・エレットロニカ・ヴィヴァ
- Friday (1969年、Polydor)
- 『都市を離れろ』 - Leave The City (1970年、BYG Records)
- 『ザ・サウンド・オブ・プール』 - The Sound Pool (1970年、BYG Records)
- Live Electronic Music Improvised (1970年、Mainstream Records) ※AMMとのスプリット
- United Patchwork (1978年、Horo Records)
- The Original (1996年、IRML)
- Rome Cansrt (1999年、IRML)
- Spacecraft / Unified Patchwork Theory (2001年、Alga Marghen)
- Pieces (2004年、IRML)
- Apogee (2005年、Matchless Recordings) ※AMMとの共作
- 7 2 Berlz (2008年、IRML)
- Symphony No 106 (2016年、Les Disques Victo)
- Symphony 108. Live at Brno Philharmonic (2017年、Hermes' Ear)